# Hemipterochilus bembeciformis
Hemipterochilus bembeciformis är en stekelart som först beskrevs av Morawitz 1867.  Hemipterochilus bembeciformis ingår i släktet Hemipterochilus och familjen Eumenidae.

## Underarter
Arten delas in i följande underarter:
- H. b. terricola
- H. b. turcestanicus